# Galería Municipal de Atenas
La Galería Municipal de Atenas es un prestigioso museo situado en la capital griega, que estrenará nueva sede en próximas fechas, aún por confirmar, en el céntrico barrio de Metaxourgeio, con fácil acceso desde su estación de metro. 

## Origen del edificio
El origen del nuevo edificio data del siglo XIX, cuando era una fábrica de seda griega apostada al oeste de la plaza de Karaiskaki, por entonces la periferia de Atenas y hoy Metaxourgeio, tal como y como se conoce hoy en día este barrio de la capital. A lo largo de sus casi 170 años de historia, el edificio ha atravesado momentos muy diferentes. Aunque originalmente fue diseñado como un centro comercial por la escuela arquitectónica de Hans Christian Hansen, se utilizó como una fábrica, como hospital y como sede de la guarnición de ELAS, y fue abandonado en varias ocasiones. Los problemas socioeconómicos afectaron sus alrededores y solo en los últimos años, gracias a una valiosa contribución de los pequeños teatros, galerías y restaurantes, la zona ha comenzado un viaje paulatino hacia la diversificación.
Actualmente, la fábrica de seda se encuentra renovada, especialmente diseñado por la firma arquitectónica Estudio 75, que también participa en la restauración del Teatro Nacional. En fechas próximas se convertirá en la nueva Galería Municipal de Atenas, situada en la Plaza Avdi, distrito de Metaxourgeio, punto de paso hacia el centro cultural de Atenas.

## El creador
La antigua fábrica fue diseñada en 1833 por el arquitecto danés Hans Christian Hansen. Gracias a éste y a su hermano Teófilo, Atenas puede presumir de algunos de sus mejores edificios contemporáneos. La Universidad, que fue considerado como uno de los edificios más relevantes y mejor diseñados de Europa en el siglo XIX, es también obra de Christian Hansen.
El danés llegó a Atenas en la época del rey Otón I de Grecia, cuando la ciudad no era más que un pequeño pueblo con un entorno de suburbios rodeando la sublime Acrópolis y los múltiples monumentos de su alrededor. Hansen fue uno de los restauradores del Templo de la Victoria sin alas, que fue demolido durante el asedio turco de la Acrópolis. El material ya estaba allí, y la renovación se hizo realidad. Teófilo, diez años más joven que Hans Christian, diseñó la Academia, el Observatorio, el Palacio de Demetrio y, a continuación, el Hotel Grande Bretagne. Sin embargo, su carrera destacó en Viena, donde tuvo gran influencia en su sobria arquitectura.

## Multifuncional
«El edificio fue construido originalmente en 1834-1835 para convertirse en un centro comercial, siguiendo la línea marcada por los centros comerciales de Europa»,<ref group='nota'> explica Stefanos Pantos, el arquitecto que llevó a cabo la renovación del edificio. Sin embargo, el edificio estuvo olvidado hasta 1852.
Ese año fue comprado por una empresa austriaca para convertirse en la primera planta de vapor de seda, pero no entró en funcionamiento debido a las dificultades económicas. En 1854, el edificio funcionó como sede del hospital. Ese mismo año, la empresa Siriki Grecia fue fundada para trabajar como Metaxourgio desde 1855 hasta 1875, convirtiéndose en la mayor unidad de seda de los Balcanes y de toda Grecia. Sin embargo, en 1875, la importación de seda china obligó al cierre, a pesar de los denodados esfuerzos del propietario A. Douroutis.
Entre 1892 y 1904, la apertura de las calles Germanikou y Giatrakou causó la destrucción de una parte de la fachada y de la sección noreste, reconstruida en 1960. En el mismo período, las tiendas de la planta baja y las viviendas residenciales del primer piso fueron habitadas. En 1944, el edificio fue utilizado como sede de la guarnición de ELAS, y entre 1960 y 1993, una serie de tiendas y residencias fueron abandonados tras un incendio ocurrido en 1960. En 1993, el nieto del propietario, también llamado Douroutis, decidió donar el edificio a la ciudad de Atenas.

## Colecciones nacionales y multinacionales
«A pesar de que la Galería Municipal de Arte se encontraba anteriormente en el edificio de la Plaza Koumoundourou, diseñado por Kalkos Panagiotis, quien también planeó el antiguo ayuntamiento de la Plaza Kotzia, hemos decidido trasladarla para resolver algunos problemas serios», explica Nellie Kyriazis, directora de la Galería y el Museo de la Ciudad de Atenas.
«Fue imperdonable, en mi opinión y la de muchos amantes del arte, sobre todo extranjeros, que la galería no haya sido capaz de dar cabida a colecciones permanentes y exposiciones temporales simultáneamente. Hubo rotación, debido a la falta de espacio, por lo que los invitados preguntaban regularmente por qué no teníamos una colección permanente».
Lo que la Sra. Kyriazis encuentra especialmente interesante son los antiguos polígonos industriales, ahora transformados en lugares de interés cultural. «Especialmente cuando acogen exposiciones de arte moderno».
Próximamente, los 1.500 metros cuadrados de la Galería Municipal de Arte se abrirán al público. En los dos edificios, la galería albergará exposiciones periódicas, así como colecciones permanentes. Inicialmente, sin embargo, ambos edificios presentarán una colección permanente como primera gran exposición.
«La colección incluye representaciones del siglo XIX, con nombres como Spyros Prosalendis, Tsokos Dionisio y otros, con un gran peso en los años 30 y 40, e incluye tanto manifestaciones actuales como modernas», dice la Sra. Kyriazis. 
La colección fue creada en 1923 por los administradores de la Galería Municipal, según lo informado por la Sra. Kyriazis, refiriéndose en primer lugar a Papapanagiotou Stavros, el primer director, y después a Spyros Papaloukas, que ocupó este cargo desde 1940 hasta su muerte en 1957.
Los grandes nombres de la colección de apertura son los de Lacovidis George, Giallina Angelos, Bokatsiampi Vicente, Litras Nikos, Bouzianis George, Asteriadis Agenor, Moralis Yanis y otros "precursores" de la generación como Gerasimos Steris. En una impresionante colección de 3000 obras, los artistas contemporáneos incluyen al recientemente fallecido Opi Zouni, a Botsoglou Chronis y a Maki Theofylaktopoulos.
Juegan un papel importante una serie de grabados "maestros", de Theodoropoulos Angel, Papadimitriou Efthimis, Kefallinos Juan, Vaso Katraki, Tasos (Alevizos), así como de los profesores del ASFA Mihalis Arfaras y Tsalamata Vicky.
«Después de una presentación de una colección representativa y nuevas adquisiciones, la Galería de Arte Municipal seguirá con su colección permanente para garantizar la presentación de todas las obras y que la colección no se muestre estática en el espacio de una galería, como en un museo» concluye la Sra. Kyriazis.

## Estreno mundial
La primera gran exposición de la nueva Galería Municipal de Arte será un estreno mundial de la colección del empresario y coleccionista George Economou. Cuatrocientas cincuenta obras serán exhibida en dos fases. En la primera se incluyen obras del siglo XV, del movimiento de la Nueva Objetividad alemana de 1923, junto con una colección de obras de Amedeo Modigliani, Pierre Matisse, Pierre Bouar, Pablo Picasso, Andrea Palladio, Ernst Ludwig Kirchner, Max Pechstain, Alberto Giacometti, Erich Chekel, Alexander Arsipenko, Jim Ntain, Lucian Freud y Cy Tombly.
La segunda fase comenzará con las obras del movimiento surrealista y terminará con la última expresión de la modernidad, durante el «Neoagrious» de las décadas de 1970 y 1980, presentando también una colección de grabados de muchos movimientos diferentes.
Después de un pasado turbulento, el edificio histórico comenzará finalmente a aprovechar su potencial como sede de la nueva Galería Municipal de Atenas, ofreciendo a los visitantes la oportunidad de, no solo disfrutar de las obras de arte, sin duda hermosas, sino también de desempeñar un papel activo en su nueva historia.

## Galería de fotos

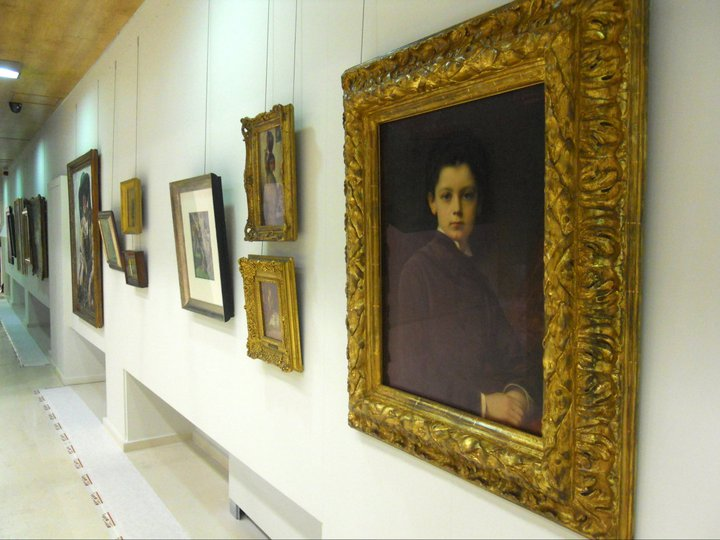
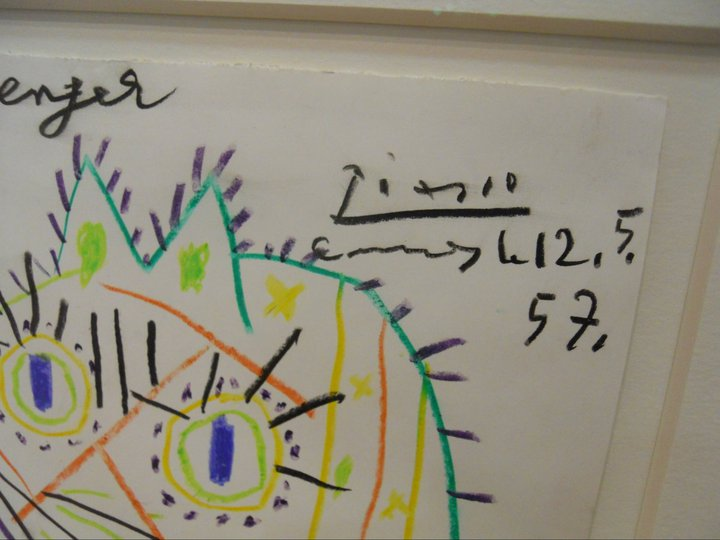
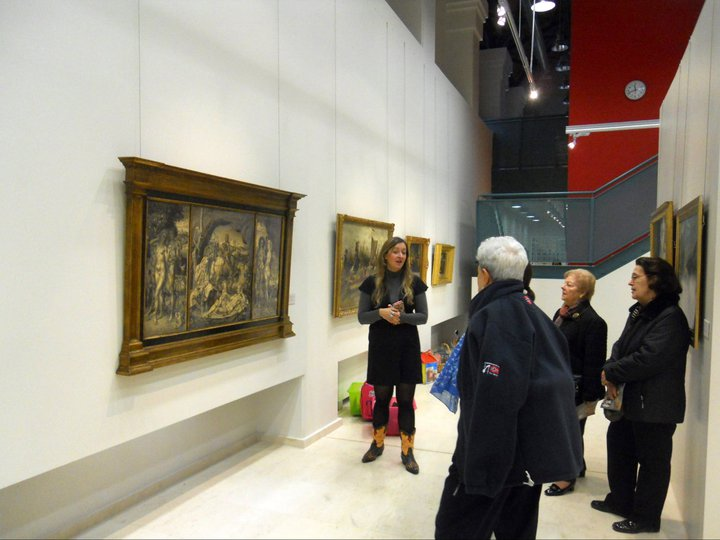
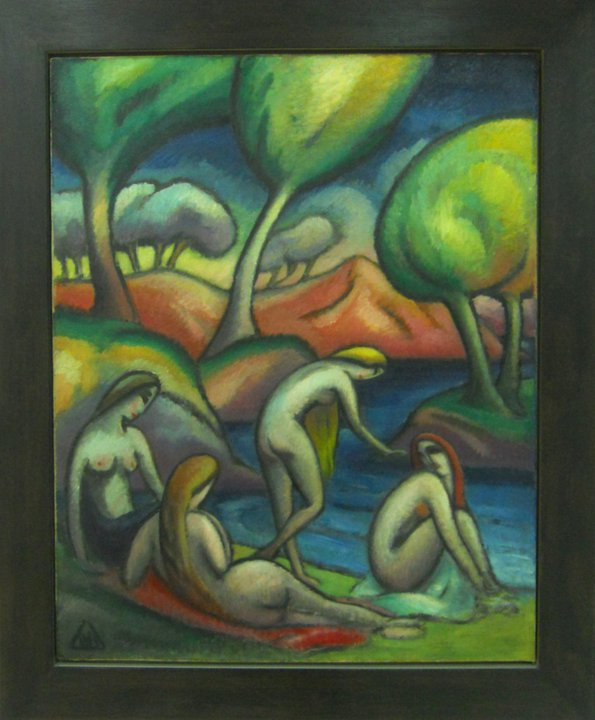
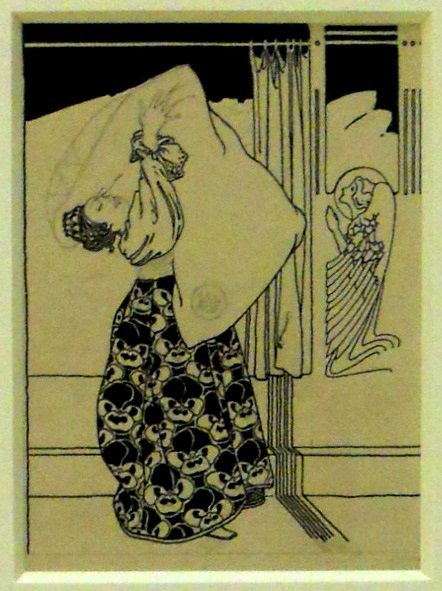
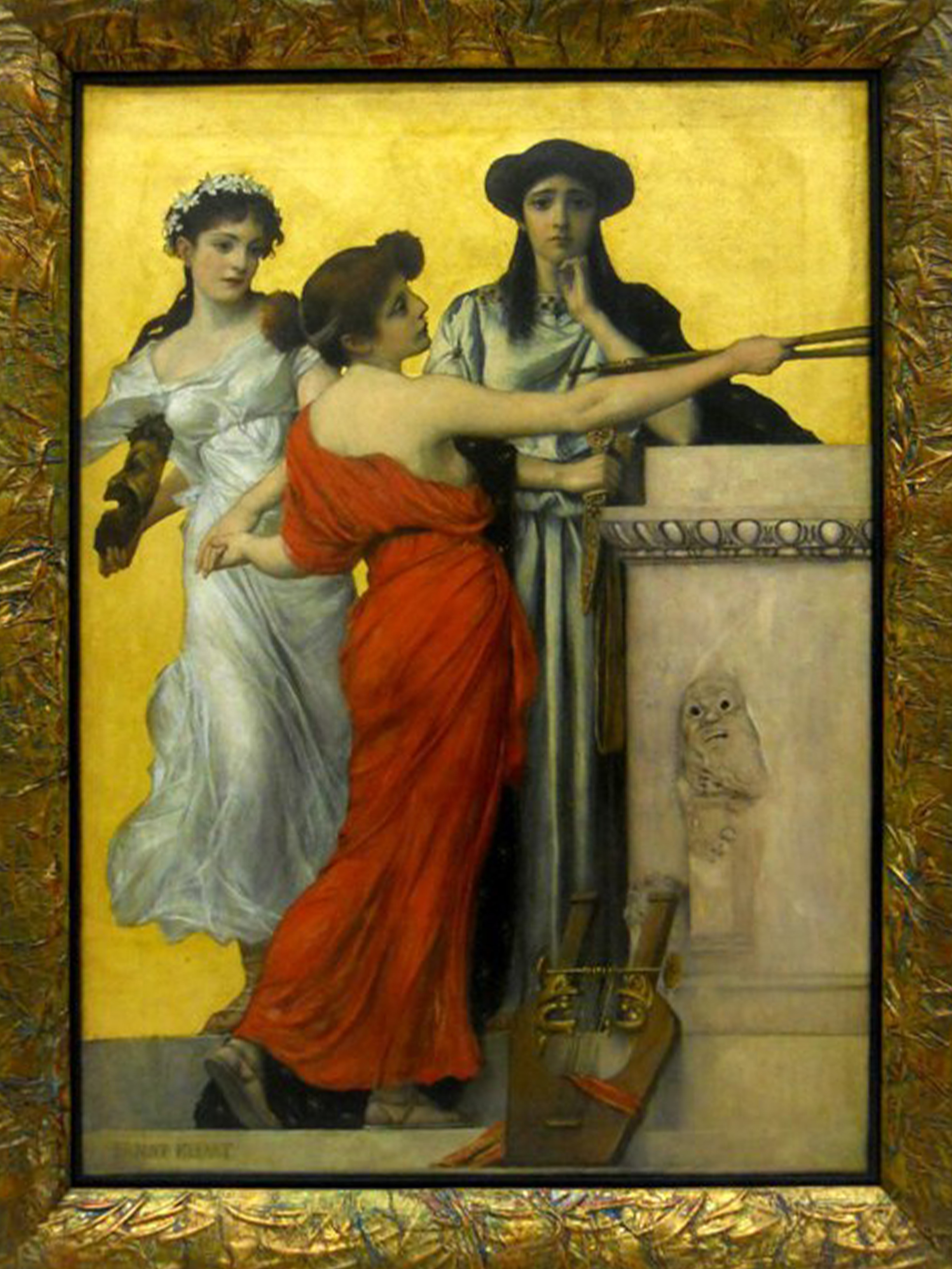
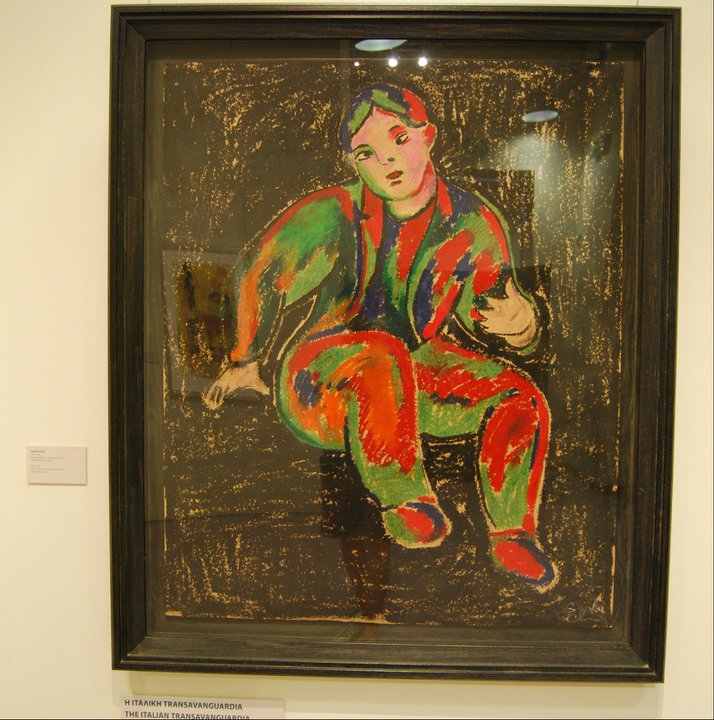
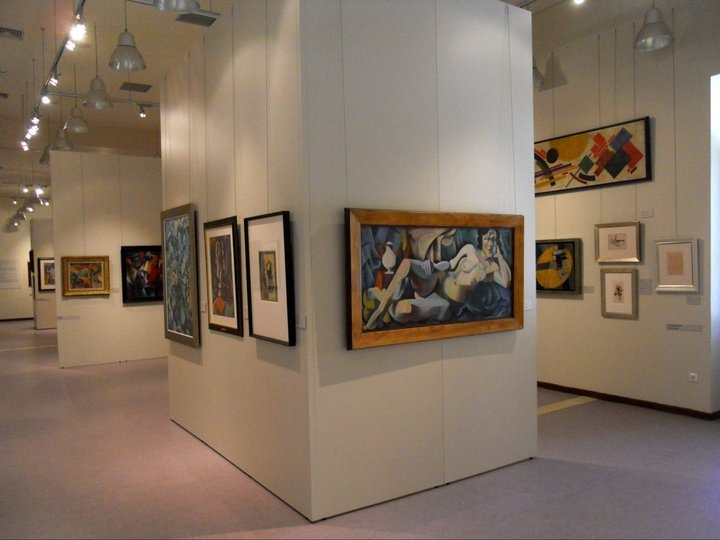
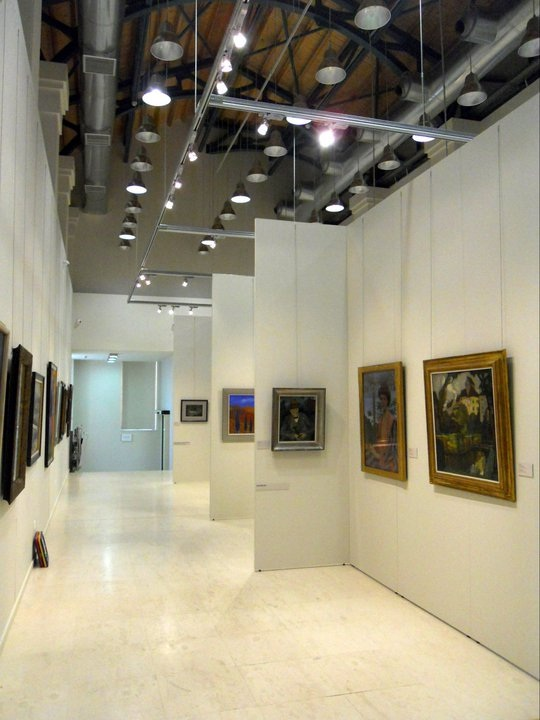
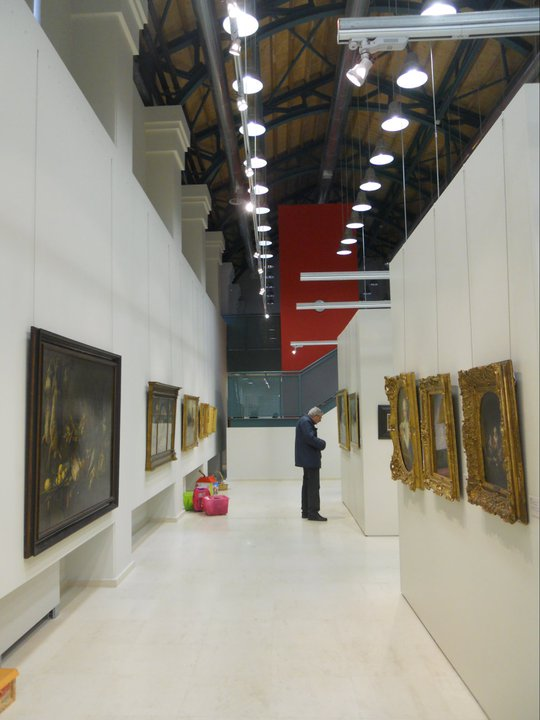
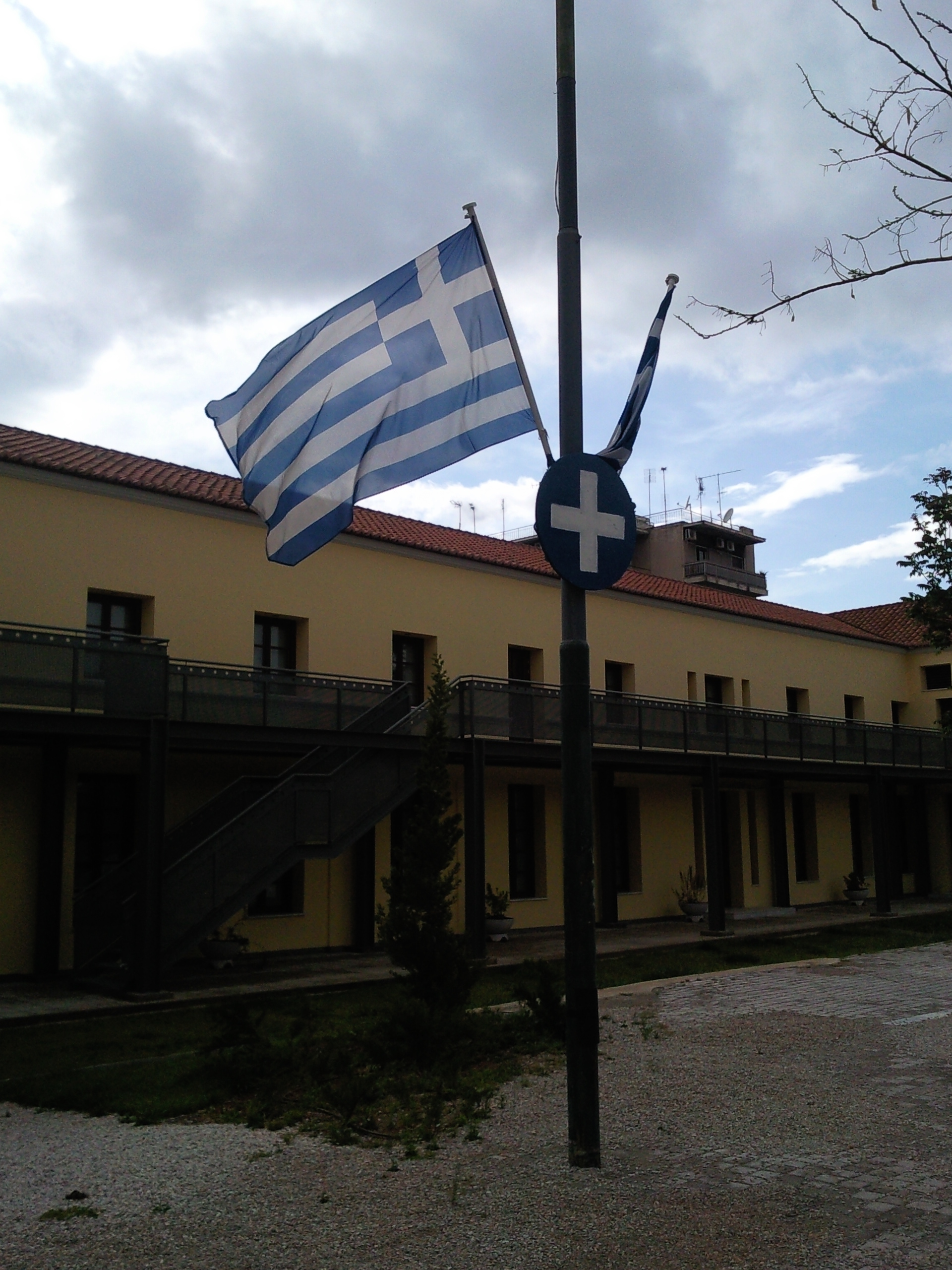